# Joachim Raaf
Joachim Raaf (* 11. Februar 1960 in Heilbronn) ist ein deutscher Schauspieler.

## Biografie
Von 1972 bis 1974 wohnte Raaf im Internat des Bundesleistungszentrums für Fechten in Bonn. 1980 erlangte er die Allgemeine Hochschulreife am Wirtschaftsgymnasium. 1980 begann er die Reserveoffizierslaufbahn bei den Gebirgsjägern in Mittenwald. Ab 1982 studierte Raaf Forstwissenschaften in Freiburg. Das Studium schloss er 1987 ab. 1987 bis 1990 besuchte Raaf die Schauspielschule an der staatlichen Musikhochschule des Saarlandes. Von 1990 bis 1992 war er an der Badischen Landesbühne in Bruchsal und von 1992 bis 1996 am Theater Ingolstadt engagiert. Er ist seit 1996 freiberuflich tätig.

## Filmografie (Auswahl)
- 1993: Tatort: Bienzle und die schöne Lau (Fernsehreihe)
- 1998: Zwei Brüder (Fernsehserie; Folge: Tödliche Träume)
- 1998: Siska
- 1998: Unter uns
- 1998: Rosamunde Pilcher: Melodie der Herzen
- 1999: Big Bad World (Fernsehserie; Don’t Shoot the Cows)
- 1999: Alphateam
- 1999: Dr. Stefan Frank – Der Arzt, dem die Frauen vertrauen (Fernsehserie; Folge Lebendig eingemauert)
- 1999: SOKO 5113 (Fernsehserie; Folge Schnappschüsse)
- 1999: Das Amt (Fernsehserie; Folge Die Beurteilung)
- 1999: Die Rote Meile (Fernsehserie; Folge Ein flotter Dreier)
- 2000: Die Bergwacht – Duell am Abgrund (Fernsehfilm)
- 2000: HeliCops – Einsatz über Berlin (Fernsehserie; Folge Himmelsstürmer)
- 2000: Dr. Stefan Frank – Der Arzt, dem die Frauen vertrauen  (Folge Herzensdinge)
- 2000: Jenny & Co. (Fernsehserie; Folge Eine offene Rechnung)
- 2001: Tatort: Zielscheibe
- 2001, 2003–2004: Red Cap (Fernsehserie, 12 Folgen)
- 2001: In aller Freundschaft (Fernsehserie; Folge Eine Frage des Vertrauens)
- 2001: Der kleine Mann
- 2001: SOKO 5113 (Fernsehserie; Folge Der letzte Flug)
- 2002: Tatort: Schlaf, Kindlein, schlaf
- 2002: Utta Danella – Der Sommer des glücklichen Narren
- 2002: Das Labor (Folge Neubeginn)
- 2004, 2005: The Bill
- 2004/2005: Verbotene Liebe
- 2005: Die Anrheiner
- 2005: Die Rosenheim-Cops – Schneewittchens letzter Ritt
- 2005: Drei teuflisch starke Frauen
- 2005: Dream Team (Fernsehserie, 8 Folgen)
- 2006, 2009: Sturm der Liebe
- 2006: Marienhof
- 2006: Alles außer Sex (Fernsehserie; Folge Der perfekte Po)
- 2006: Eine Liebe am Gardasee
- 2006: Kinder, Kinder
- 2006/2007: Rote Rosen (Telenovela)
- 2007: Da kommt Kalle (Fernsehserie; Folge Pferdediebe)
- 2008: 112 – Sie retten dein Leben (Fernsehserie, 34 Folgen)
- 2008: Die Rosenheim-Cops – Der Tod des Gerechten
- 2008: Inga Lindström – Rasmus und Johanna
- 2010: Aktenzeichen XY … ungelöst
- 2010: Die Rosenheim-Cops (Krimiserie Späte Rache)
- 2010: Alarm für Cobra 11 (Folge Turbo & Tacho)
- 2010–2011: Lena – Liebe meines Lebens (Telenovela)
- 2011: Kissenschlacht (Fernsehfilm)
- 2011: Tatort: Stille Wasser
- 2012: Liebe, Babys und ein Neuanfang (Fernsehfilm)
- 2012–2013: Unter uns
- 2013: Die Kirche bleibt im Dorf (Alfred Steiner, 6 Folgen)
- 2013: Der Landarzt (Fernsehserie; Folge: Vor großen Veränderungen)
- 2013: SOKO 5113 (Folge: Die Maßnahme)
- 2014: Die Rosenheim-Cops – Zu Tode meditiert
- 2014–2017: Die Kirche bleibt im Dorf (als Heinz Erhardt bzw. Heinz Steiner, 20 Folgen)
- 2015: Aktenzeichen XY … ungelöst
- 2016: Apropos Glück (Fernsehfilm)
- 2016: Eddie the Eagle – Alles ist möglich (Eddie the Eagle)
- 2017: Alarm für Cobra 11 – Die Autobahnpolizei (Fernsehserie; Folge: Blut und Wasser)
- 2017: Ein Lächeln nachts um vier
- 2018: Matula – Der Schatten des Berges
- 2019: SOKO München (Fernsehserie; Folge: Tödlicher Irrtum)
- 2019: In aller Freundschaft – Die jungen Ärzte (Fernsehserie; Folge: Der letzte Tag)
- 2019: In aller Freundschaft (Fernsehserie; Folge: Blockaden)
- 2019: Bettys Diagnose (Fernsehserie; Folge: Gute Freunde)
- 2020: SOKO Köln (Fernsehserie; Folge: Totgelacht)
- 2020: Lena Lorenz – Teufelskreis
- 2020: Der letzte Wille SWR (Fernsehserie) als Görge Stegmaier
- 2020: Notruf Hafenkante (Fernsehserie, Staffel 15, Folge 12)
- 2021: SOKO Hamburg (Fernsehserie, Folge: Tödliches Erbe)
- 2021, 2023: SOKO Stuttgart (Fernsehserie, Folgen: Tödlicher Sog, K. O. im zweiten Satz)
- 2021: Marie fängt Feuer – Helden des Alltags
- 2022: Inga Lindström – Geliebter Feind
- 2022: WaPo Bodensee (Fernsehserie, Folge: Asche zu Wasser)
- 2022: Marie Brand und der entsorgte Mann (Fernsehreihe)
- 2023: Doppelgänger
- 2023: Mit Herz und Holly: Diagnose Neustart (Fernsehserie)
- 2023: Mit Herz und Holly: Muttergefühle
- 2024: Morden im Norden (Fernsehserie, Folge: Merli)
- 2024: Die stillen Mörder
- 2024: Mit Herz und Holly: Lichtblicke
- 2024: Mit Herz und Holly: Kleine Wunder
- 2024: In aller Freundschaft – Die jungen Ärzte (Fernsehserie, Folge: Rivalen)
- 2025: Der Bergdoktor (Fernsehserie, Folge Herzschmerzen)

## Theatrografie (Auswahl)
- 1992: Der böse Geist Lumpazivagabundus, R: K. Weinzierl – Badische Landesbühne
- 1992: Weismann und Rotgesicht, R: L. Maninger – Badische Landesbühne
- 1992: Der zerbrochene Krug, R: L. Maninger – Badische Landesbühne
- 1992: Bürger Schippel, R: K. Weinzierl – Badische Landesbühne
- 1995: Ich, Marlene, R: M. Bleiziffer – Theater Ingolstadt
- 1995: Diener zweier Herrn, R: A. Marchetti – Theater Ingolstadt
- 1996: Parasit, R: S. Schön – Theater Ingolstadt
- 1996: Weibsteufel, R: M. Andersen – Theater Ingolstadt
- 1996: Cyrano de Bergerac, R: N. Volcz – Theater Ingolstadt
- 1998: Kiss Me Kate, R: H. Bindseil – Theater Ingolstadt
- 1999: Das Wirtshaus im Spessart, R: H. Bindseil – Theater Ingolstadt
- 2001: Ein ungleiches Paar, R: R. Heinersdorf – Kleine Komödie Max II
- 2003/04: Bel Ami, R: H. Fuschl – Bühne 64
- 2008: Unter der Treppe, R: C. Schneller – Altstadt Theater Ingolstadt